# Feliratot ábrázoló zászlók képtára
Ez a lap, betűt, vagy feliratot ábrázoló zászlókat mutat be.

Annapolis, Maryland
Afganisztán
Afganisztán (1997-2001)
Arkansas
Asztúria
Brazília zászlaja
Brunei zászlaja
Kalifornia
Colorado
Delaware
Polgári és állami tengeri zászló és alternatív állami zászló Salvadorban
Fresno, Kalifornia
Gabrovo, Bulgária zászlaja
az Amerikai gyarmatok Gadsen zászlaja
Idaho
Illinois
Indiana
Iowa
Irán
Irak
Kansas
Kentucky
Los Angeles
Louisiana
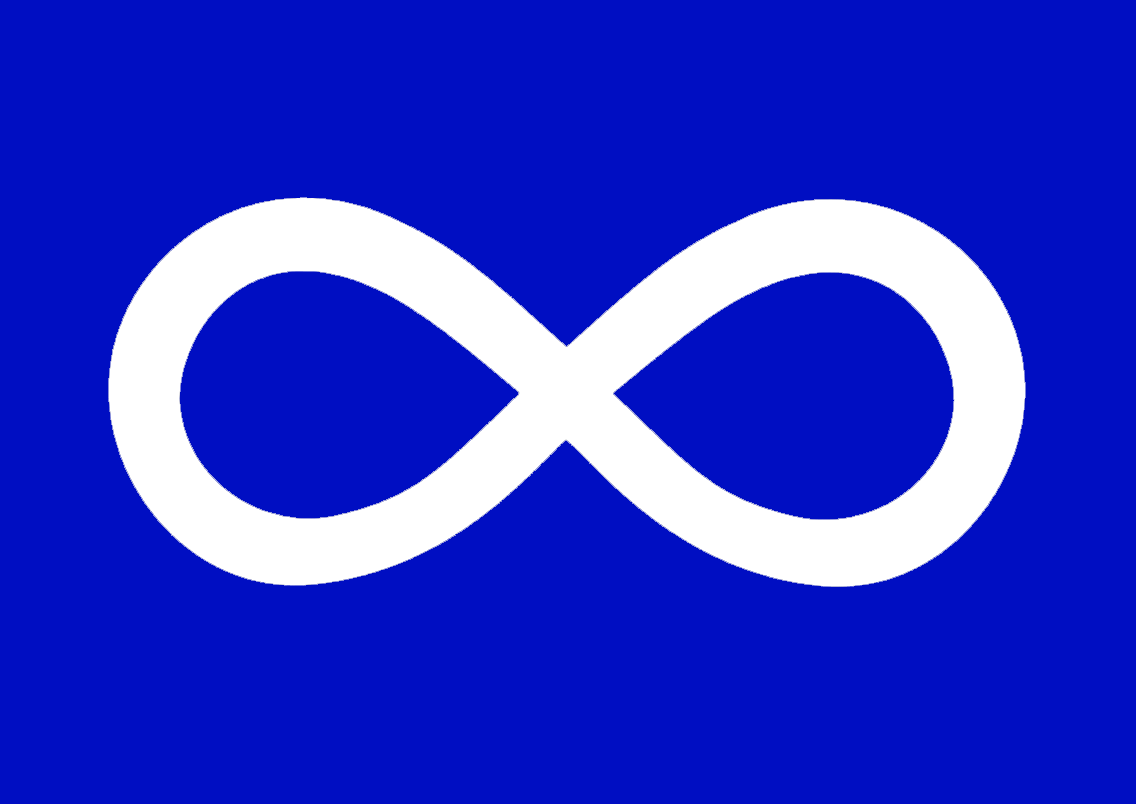
Mesztic zászló
Mesztic zászló
Michigan
Minnesota
Montana
Észak-Karolina
Észak-Dakota
Ocean City, Maryland
Oklahoma
Oregon
OPEC
Ponce, Puerto Rico
Egyesült Államok Hadifogoly/Bevetésen eltűnt zászló
Szivárvány béke zászló
Rhode Island
Ruanda zászlaja (2001. október 25-e előtt)
Saint Vincent zászlaja
Üdvhadsereg zászlaja
Szaud Arábia zászlaja
Szomáliföld zászlaja
Szófia zászlaja
Dél-Dakota
Takitimu Māori törzsi zászló
Az Amerikai Virgin-szigetek zászlaja
Wazirisztán zászlaja
Wisconsin